# Sáňkařská dráha na Ještědu
Sáňkařská dráha na Ještědu byla otevřena 2. ledna 1910 při příležitosti mistrovství Jizerských hor v sáňkování. V Čechách se sáňkování rozšířilo nejprve v německy mluvících oblastech Sudet a na počátku 20. století se stal Ještěd středem sáňkařského sportu pro celé Sudety. Tomuto rozmachu napomohla právě umělá sáňkařská dráha, jejíž stavbu umožnil Adolf Hoffmann ze Zhořelce a provozoval ji Německý horský spolek pro Ještědské a Jizerské hory (DGVJI).

## Historie

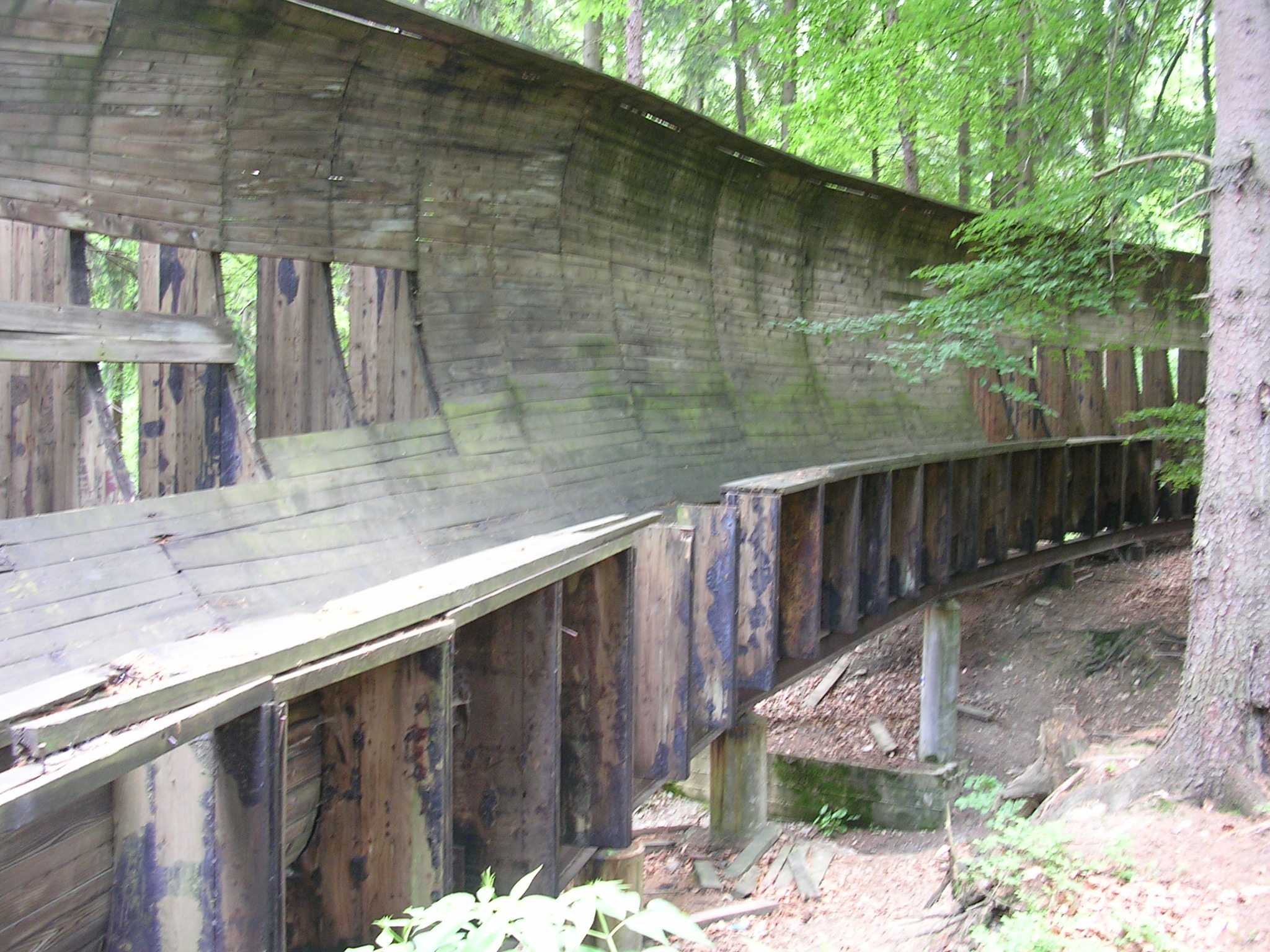
Torzo poslední sáňkařské dráhy.

Dřevěná sáňkařská dráha na Ještědu byla budována v letech 1909–1911 jako první svého druhu na světě. Zasloužil se o to Německý horský spolek pro Ještědské a Jizerské hory, jemuž patřil i tehdejší horský hotel na vrcholu hory a zakladatel spolku Adolf Hoffmann.
Původní délka dráhy byla 3300 m, šířka konstrukce 8 metrů a převýšení 440 metrů. Startovní rampa byla nad silnicí z Výpřeže na Ještěd. Silničku dráha podcházela tunelem a pěší cesty překonávala po mostech, končila u hostince U krásné vyhlídky. Na dráze se konala řada mezinárodních závodů, zejména první evropské mistrovství v sáňkování v roce 1914, které vyhrál rakousko-uherský reprezentant Rudolf Kauschka z Reichenbergu (Liberce). Prvního veřejného závodu na skibobech v roce 1914 se zde účastnilo 25 000 diváků. Ještě v roce 1936 obsahoval turistický popis obce Oberhanichen (Horní Hanychov) zmínku o „nejkrásnější a sportovně náročné sáňkařské dráze evropské úrovně se 14 převýšenými zatáčkami“. Na konci 30. let dráhu poničily polomy, mistrovství Evropy v roce 1939 se proto jelo na zkrácené dráze. Postupně byla dráha zkrácena na délku 700 metrů.

## Vývoj po roce 1945
V 60. letech 20. století byla v místech dolní konce dřívější dráhy postavena nová dráha. (Ještě novější dráha pocházela z 80. let. Na fotkách je právě tato nová dráha z 80 let. Dráha z 60. let nebyla postavena na pilonech a byla celkově jednodušší.[zdroj?]) Nachází se v blízkosti Horního Hanychova, zčásti podél dolní části tradiční, modře značené hlavní pěší cesty na vrchol. Její nosná konstrukce je zachována, ale chybí značná část prken. V první polovině 90. let se Tělovýchovná jednota Ještěd pokusila dráhu zrekonstruovat, ale materiál dovezený na opravu byl rozkraden.
Ještě na fotografiích z doby kolem roku 2008 jsou patrné úseky monumentální konstrukce. Na fotografiích z let 2014 a 2016 je již konstrukce rozřezaná a v místě dráhy zůstaly jen patice nosných sloupů, kolem nichž byly poskládané prkenné desky z rozebrané konstrukce.